# 谭伊哲
谭伊哲（？—），男，汉族，四川成都人，中国歌手、作曲家、音乐制作人。毕业于四川音乐学院。